# Gelem Gelem
Gelem Gelem (Djelem Djelem) é o hino do povo rom, também conhecido como cigano. Também é conhecido como Ђелем Ђелем, Џелем Џелем, Джелем джелем, Zhelim Zhelim, Opré Roma e Romane Shavale, e significa "caminhei, caminhei".
Foi declarado internacionalmente como hino internacional rom durante o Primeiro Congresso Mundial Rom, celebrado em Londres, em 1971, quando se pensou ser necessário fazer um hino e uma bandeira comum que unificasse as diversas comunidades ciganas dispersas por todo o mundo.

## Letra
| Gelem, gelem lungone dromensar galem maladilem baxtale Rromençar A Rromalen kotar tumen aven E chaxrençar bokhale chavençar A Rromalen, A chavalen | Caminhei, caminhei por longos caminhos Encontrei afortunados roma Ai, roma, de onde vêm com as tendas e as crianças famintas? Ai, roma, ai, rapazes!                    |
| Sàsa vi man bari familja Mudardás la i Kali Lègia Saren chindás vi Rromen vi Rromen Maskar lenoe vi tikne chavorren A Rromalen, A chavalen         | Também tinha uma grande família foi assassinada pela Legião Negra homens e mulheres foram esquartejados entre eles também crianças pequenas. Ai, roma, ai, rapazes!     |
| Putar Dvla te kale udara Te saj dikhav kaj si me manusa Palem ka gav lungone dromençar Ta ka phirav baxtale Rromençar A Rromalen, A chavalen       | Abre, Deus, as negras portas para que eu possa ver onde está minha gente. Voltarei a percorrer os caminhos e caminharei com os afortunados roma. Ai, roma, ai, rapazes! |
| Opre Rroma isi vaxt akana Ajde mançar sa lumáqe Rroma O kalo muj ta e kale jakha Kamàva len sar e kale drakha A Rromalen, A chavalen.              | Avante, roma, agora é o momento, Venham comigo os roma do mundo Da cara morena e dos olhos escuros Gosto tanto como das uvas negras Ai, roma, ai, rapazes!              |